# 8523 Bouillabaisse
8523 Bouillabaisse este o planetă minoră (asteroid), cu un diametru de 4,03 km, din centura de asteroizi. A fost descoperită pe 8 august 1992 la observatoire de la Côte d'Azur⁠(d) de Eric Walter Elst și a fost numită după bouillabaisse⁠(d). 
Obiectul prezintă o orbită caracterizată de o semiaxă mare de 2,3501825 UAi, o excentricitate de 0,13, o înclinație de 4,54084 ° în raport cu ecliptica.